# 世界の終わりのいずこねこ
『世界の終わりのいずこねこ』（せかいのおわりのいずこねこ）は、2015年3月7日に公開された日本のSF映画。

## 概要
茉里（現泉茉里）によるアイドルソロプロジェクトであるいずこねこが2014年に活動停止することに伴い、その最後のプロジェクトとしてこの映画がクラウドファンディングを利用し制作されることになった。クラウドファンディングにおいて、150万円の目標に対し460万円のファンディング獲得に成功した。。
監督・脚本は神聖かまってちゃんなどのミュージック映像作品を手掛ける竹内道宏であり、初の劇場映画監督作品となる。原案、音楽にはいずこねこのプロデューサーサクライケンタが共同脚本に漫画家の西島大介が参加する。
キャストは主人公のいずこねこが一人二役を務めるほか、主人公のクラスメイトに、2010年代のアイドルブームの空気感を伝えるために、多くのアイドルが起用された。
映画は完成後、クラウドファンディングの出資者へ特別試写会が開催された後、ゆうばり国際ファンタスティック映画祭2015のフォアキャスト部門にて招待上映され、2015年3月7日から一般公開された。
また、西島大介による映画のコミカライズ版が単行本化され映画の一般公開にあわせて発売された。
2016年3月6日に行われたおおさかシネマフェスティバル2016で、茉里（当時ミズタマリ）がワイルドバンチ賞・個人の部を受賞した。

## キャスト
- イツ子 - いずこねこ
- いずこねこ - いずこねこ：一人二役
- スウ子 - 蒼波純：イツ子の親友
- イツ子のパパ - いまおかしんじ
- イツ子のママ - 宍戸留美
- ミイケ先生 - 西島大介
- ヤマト先生 - 小明
- レイニー - 緑川百々子
- アイロニー - 永井亜子

## スタッフ
- 監督：竹内道宏
- 脚本：竹内道宏、西島大介
- 企画：直井卓俊 (SPOTTED PRODUCTIONS）
- 撮影：伊集守忠
- 美術：野中茂樹
- 照明：小川大介
- 録音：高島良太
- 音楽：サクライケンタ
- 助監督：石井将
- ヘアメイク：須見有樹子
- スチール：飯田えりか
- VFX：大島優輝
- 衣装制作：みづきまもも
- 特別協力：CAMPFIRE
- 配給：SPOTTED PRODUCTIONS
- 製作：ekoms、SPOTTED PRODUCTIONS

## 関連作品

### 漫画
- 西島大介 『世界の終わりのいずこねこ』
  - 太田出版、2015年3月7日発売 ISBN 978-4-778-32247-2

### サウンドトラック
- いずこねこ『世界の終わりのいずこねこ オリジナル・サウンドトラック』
  - ekoms、2015年3月4日発売 SCSND-0006